# یواس‌اس وای‌دی‌جی-۵
یواس‌اس وای‌دی‌جی-۵ (به انگلیسی: USS YDG-5) یک کشتی بود که طول آن ۱۵۳ فوت (۴۷ متر) بود. این کشتی در سال ۱۹۳۶ ساخته شد.